# Wouter II van Montfaucon
Wouter II van Montfaucon († 1309) was een zoon van Amadeus III van Montfaucon en Mathilde van Saarbrücken. Hij werd heer van Montfaucon in 1306, in opvolging van zijn broer Jan. Wouter was gehuwd met Mathilde van Chaussin, en was de vader van:
- Jan II, zijn opvolger, gehuwd met Agnes van Durnay,
- Hendrik, die graaf van Montbéliard werd, door zijn huwelijk met Agnes van Montbéliard.